# Carl Knowles
Carl Stanley Knowles (ur. 24 lutego 1910 w San Diego, zm. 4 września 1981 w Los Angeles) – amerykański koszykarz,złoty medalista letnich igrzyskach olimpijskich w Berlinie. Wystąpił w dwóch spotkaniach.